# داريا كاساتكينا
داريا كاساتكينا (بالروسية: Касаткина, Дарья Сергеевна) مواليد 7 مايو 1997 في تولياتي، هي لاعبة كرة مضرب روسية وتحتل حالياً المرتبة رقم. 35 (4 أبريل 2016) في تصنيف رابطة محترفات كرة المضرب. هي إحدى بطلات الجراند سلام. أعلى تصنيف لها في الفردي كان المركز الـ 35 في سنة 2016. أعلى تصنيف لها في الزوجي كان المركز الـ 55 في سنة 2016.

## النهائيات

### الزوجي: 1 (الألقاب 1)
| الحصيلة | الرقم | التاريخ        | الدورة              | الأرضية | الشريك         | المنافس                              | النتيجة               |
| ------- | ----- | -------------- | ------------------- | ------- | -------------- | ------------------------------------ | --------------------- |
| الفوز   | 1.    | 23 أكتوبر 2015 | كأس الكرملين، روسيا | صلبة    | إيلينا فيسنينا | ايرينا كاميليا باغو مونيكا نيكوليسكو | 6–3, 6–7(7–9), [10–5] |

## الخط الزمني للأداء
مفتاح
| ف | ن | ن.ن | ر.ن | د# | د.م | ل | أ.أ | ت | غ | ب | ف | ذ | م.خ | ل.ت |

(ف) فاز بالبطولة (ن) وصل النهائي (ن.ن) نصف النهائي (ر.ن) ربع النهائي (د#) الأدوار الأربعة الأولى (د.م) دور المجموعات (ل) شارك في كأس ديفيز (أ.أ) خرج من الأدوار الاولى (ت) خسر التصفيات التأهيلية (غ) غاب عن الحدث أو البطولة (ب) حصل على ميدالية برونزية (ف) حصل على ميدالية فضية (ذ) حصل على ميدالية ذهبية (م.خ) بطولة الماسترز خُفضت إلى مرتبة أقل (ل.ت) البطولة لم تعقد في السنة المعينة.
لتجنب الارتباك وازدواجية الحساب، يتم تحديث هذه المعلومات إما في نهاية البطولة، أو عندما تكون مشاركة اللاعب في البطولة قد انتهت.

### الفردي
| الدورة             | 2013 | 2014 | 2015 | 2016 | م.ف   | ف-خ | فوز % |
| ------------------ | ---- | ---- | ---- | ---- | ----- | --- | ----- |
| دورات الجراند سلام |      |      |      |      |       |     |       |
| أستراليا المفتوحة  | غ    | غ    | غ    | د3   | 0 / 1 | 2–1 | 67%   |
| فرنسا المفتوحة     | غ    | غ    | غ    |      | 0 / 0 | 0–0 | 0%    |
| بطولة ويمبلدون     | غ    | غ    | غ    |      | 0 / 0 | 0–0 | 0%    |
| أمريكا المفتوحة    | غ    | غ    | د3   |      | 0 / 1 | 2–1 | 67%   |
| فوز-خسارة          | 0–0  | 0–0  | 2–1  | 2–1  | 0 / 2 | 4–2 | 67%   |

## الميداليات
| الميدالية | المسابقة                              |
| --------- | ------------------------------------- |
| فضية      | الألعاب الأولمبية الصيفية للشباب 2014 |

## روابط خارجية
- داريا كاساتكينا على موقع رابطة محترفات التنس (الإنجليزية)
- داريا كاساتكينا على موقع الاتحاد الدولي لكرة المضرب (الإنجليزية)
- داريا كاساتكينا على موقع كأس بيلي جين كينغ (الإنجليزية)
- داريا كاساتكينا على موقع بطولة ويمبلدون (الإنجليزية)
- داريا كاساتكينا على موقع خلاصة التنس.كوم (الإنجليزية)
- داريا كاساتكينا على موقع إي إس بي إن.كوم (الإنجليزية)
- داريا كاساتكينا على موقع اللجنة الأولمبية الدولية (الإنجليزية)
- داريا كاساتكينا على موقع أوليمبيديا (الإنجليزية)